# Castle Hill (Ipswich, Massachusetts)
Castle Hill bezeichnet ursprünglich ein 165 Acres (66,8 ha) umfassendes Gebiet mit drei Drumlins auf dem Gebiet der Stadt Ipswich im äußersten Nordosten des Bundesstaats Massachusetts der Vereinigten Staaten. Der Name steht heute jedoch hauptsächlich für das auf der Spitze einer der Erhebungen errichtete Landhaus von Richard T. Crane, Jr. und seiner Familie. Castle Hill ist Teil der Richard T. Crane, Jr. Memorial Reservation, die sich gemeinsam mit dem angrenzenden Schutzgebiet Cornelius and Mine S. Crane Wildlife Refuge auf insgesamt 2.100 Acres (8,5 km²) erstreckt und wurde als National Historic Landmark in das National Register of Historic Places eingetragen.
Zu Beginn des 20. Jahrhunderts erwarb Richard T. Crane das Grundstück und gestaltete es mit Unterstützung namhafter zeitgenössischer Architekten fast völlig neu. Das erste Gebäude auf der Kuppe des Hügels wurde 1909 errichtet, jedoch bereits 1925 wieder abgerissen und durch einen Neubau ersetzt, der heute eine weithin bekannte Landmarke in Essex und Ipswich ist.

## Geschichte

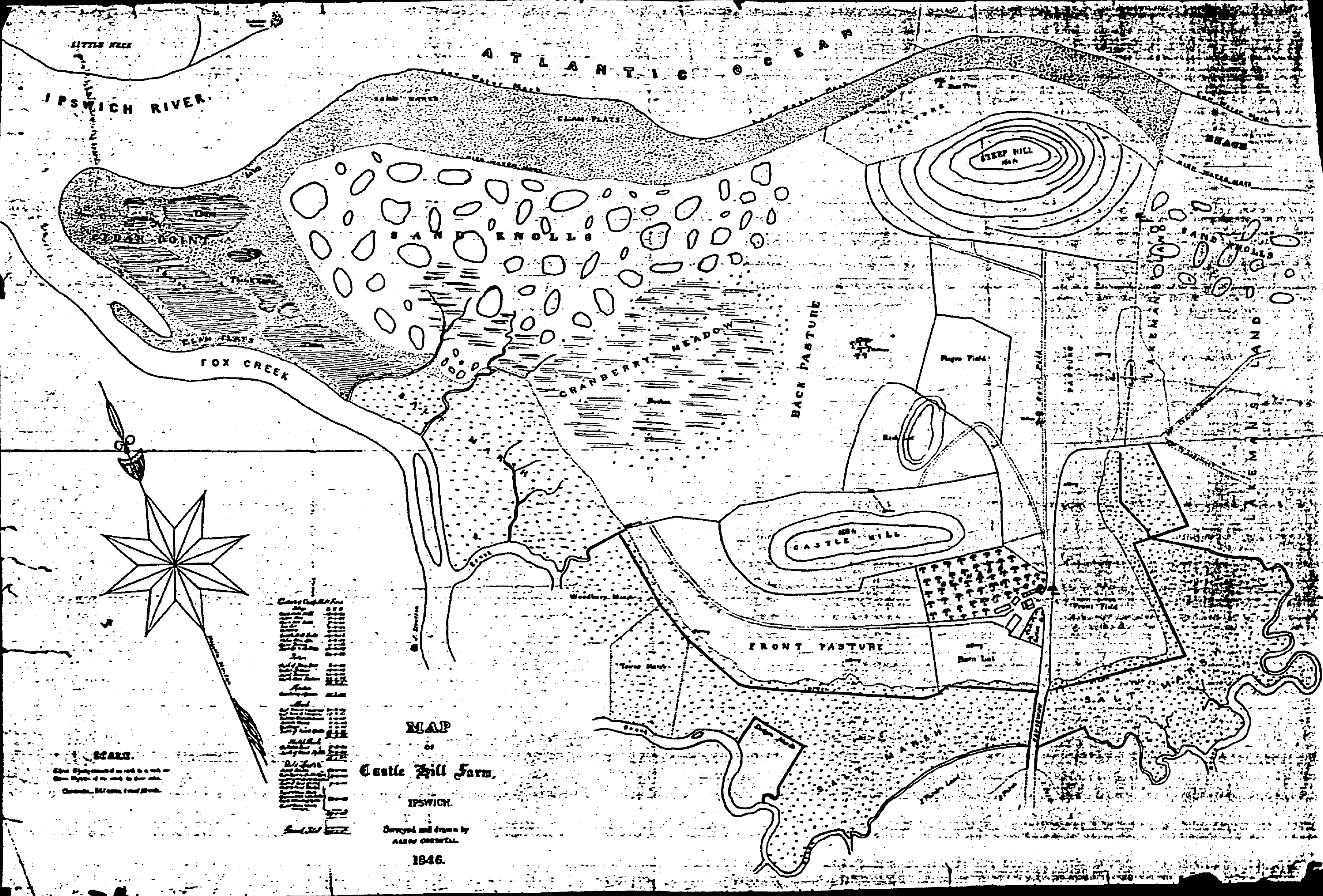
Diese Karte zeigt die Ausdehnung der Farm im Jahr 1846.

Die Gegend um Ipswich war den Indianern als „Agawam“ bekannt, was übersetzt etwa „Zuflucht für Wanderfische“ bedeutet, und war reich an Fischen, Holz, Agrarflächen und weiteren natürlichen Rohstoffen. Englische Siedler erwarben die ersten Landrechte im Jahr 1623, doch begann die Besiedlung erst mit John Winthrop den Jüngeren, der sich 1633 mit zwölf Getreuen am Nordufer des Ipswich River niederließ. Die förmliche Stadtgründung von Ipswich erfolgte im August 1634; im November des Jahres wurde bei einem town meeting das Gelände des Castle Hill zunächst „für immer“ als Allmende bestimmt: “[…] the Neck of land which is known by the name of the Castle Hill, lyeinge on the other side of this River towards the Sea, shall remayne unto the comon use of the Towne forever” (deutsch: „Die Landzunge, auf der der große Hügel liegt, der unter dem Namen Castle Hill bekannt ist und sich auf der anderen Seite des Flusses in Richtung des Ozeans befindet, soll der Stadt für immer zur Gemeinschaftsnutzung zur Verfügung stehen“). Nur drei Jahre später wurde dieser Beschluss jedoch widerrufen: Nachdem Winthrop damit gedroht hatte, der Stadt den Rücken zu kehren, wurde ihm Castle Hill als persönlicher Besitz überschrieben, aber unter der Auflage, dass er seinen Wohnsitz in Ipswich beibehalten müsse.
1759 kaufte John Patch III. das Gebiet und begann dort mit dem Betrieb einer Salzwasser-Farm. Er vererbte das Grundstück seinen beiden Töchtern Elizabeth Choate und Mary Lakeman: Die Castle Hill Farm erhielt Elizabeth, während der Castle Neck auf Mary übertragen wurde. Der heutige Castle Hill lag auf dem Gebiet der Farm. Im 19. Jahrhundert entwickelte sich die Farm im Eigentum der Familie Brown von einem landwirtschaftlichen Produktivbetrieb in eine sog. Gentleman’s Farm und zum Sommersitz der Familie. Von 1886 bis 1888 war der Landschaftsarchitekt Ernest Bowditch damit beauftragt, auf dem Gelände Straßen und Wege so anzulegen, dass diese die Schönheit der Landschaft zeigten. Landwirtschaftliche Zwecke spielten keine Rolle mehr.
Zu Beginn des 20. Jahrhunderts erwarb Richard T. Crane das Grundstück und begann mit der landschaftlichen Umgestaltung, für die er namhafte Landschaftsarchitekten beauftragte. Die Olmsted Brothers arbeiteten gemeinsam mit dem in der direkten Nachbarschaft wohnenden Arthur Shurcliff am Barockgarten und an den Erholungsflächen in der Umgebung des Haupthauses, Harriett Foote beaufsichtigte die Bepflanzung des Rosengartens. Das Architekturbüro Shepley, Rutan & Coolidge, sowie die Architekten Edward Burnett und David Adler entwarfen neue und renovierten ältere Gebäude.
Das erste Gebäude an der Spitze des Hügels wurde 1909 von Shepley, Rutan & Coolidge im Italianate-Stil errichtet und verfügte über mehr als 60 Räume. Es wurde jedoch 1925 abgerissen und von David Adler durch einen Neubau mit 59 Zimmern im Stil der English Renaissance ersetzt. Dieses dreistöckige Gebäude ist heute eine weithin bekannte Landmarke in Essex und Ipswich.
Die Anlage wurde am 2. Dezember 1977 in das National Register of Historic Places und am 6. August 1998 als National Historic Landmark eingetragen.

## Bestandteile des Anwesens

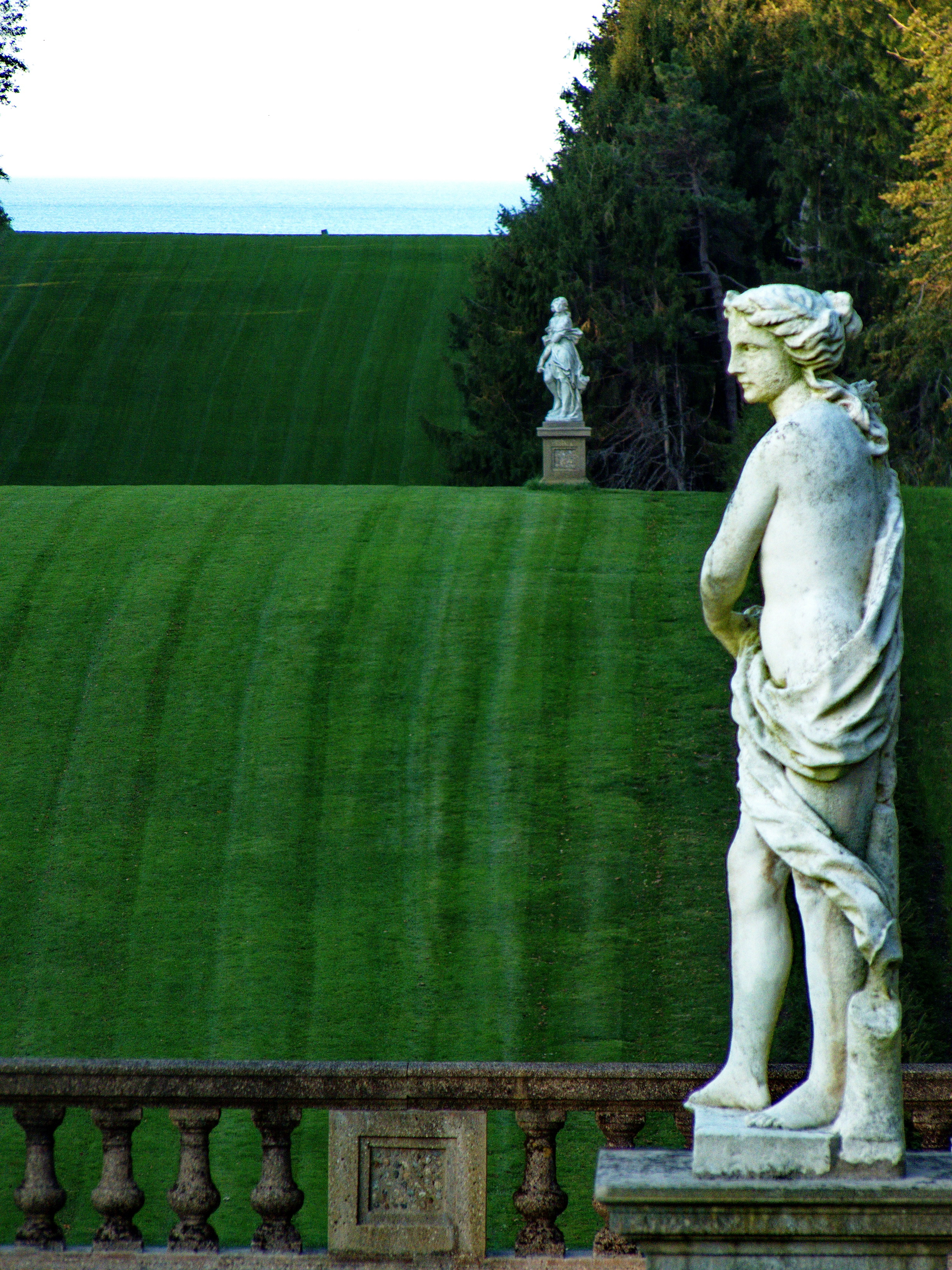
Der 2011 neu gestaltete Gartenbereich hinunter zum Ozean.

### Hauptgebäude
Das Hauptgebäude wurde 1925 nach den Entwürfen von David Adler errichtet. Es ersetzte einen Vorgängerbau, auf dessen Grundmauern es steht. Für den Neubau wählten die Cranes einen der Zeit entsprechenden englischen Stil mit Einflüssen der Renaissance aus dem 17. Jahrhundert. Konkret orientierte sich Adler am Belton House in Lincolnshire (1684), dem Eagle House in Surrey (1705) sowie dem Ham House in Richmond (1610).
Das dreistöckige Haus verfügt über ein Stahlgerüst mit tragenden Ziegelsteinen im Flämischen Verband sowie dekorativen Elementen aus Sandstein. Die Eingangsseite besteht aus insgesamt 13 symmetrisch angeordneten Erkern und wird durch einen Angestelltenflügel im Nordwesten ergänzt. Das aus Schiefer bestehende Walmdach oberhalb des Giebels wird durch eine Balustrade begrenzt und von einer Kuppel dominiert, die mit Stützpfeilern und Bogenfenstern verziert ist. Der Haupteingang wird durch ein ausladendes Vordach im Queen Anne Style geschützt. Zwischen den Flügeln des Gebäudes erstreckt sich eine breite Steinterrasse. Das Haus verfügt über zehn hohe, mit Karnies verzierte Backstein-Kamine.
Das Innere des Gebäudes ist um eine zentrale Galerie herum angeordnet, die sich 63 ft (19,2 m) lang durch den zentralen Mittelteil erstreckt, über zwei Feuerstellen verfügt und eine Höhe von 16 ft (4,9 m) erreicht. Im Südosten der Galerie befindet sich das Wohnzimmer, während die Bibliothek den gesamten Nordostflügel des Hauses einnimmt. Dort befindet sich auch eine von Grinling Gibbons reich verzierte Kaminumfassung aus Holz, das aus dem Cassiobury Park in Hertfordshire importiert worden war. Gegenüber der Bibliothek befindet sich eine Gäste-Suite. Das Speisezimmer liegt ebenso wie die Speisekammer, Küchen und Angestelltenzimmer nordwestlich der Galerie. Im dritten Stockwerk befinden sich Büros der Trustees of Reservations.

### Vorplatz, Ost- und Nordterrassen
Der Vorplatz und die Terrassen im Osten und Norden des Gebäudes wurden gemeinsam mit dem ersten Haus angelegt und bei der Neugestaltung übernommen. Die Gestaltung zeigt italienische Einflüsse, und ihre Balustraden sind identisch mit denen der Villa Borghese. Während Shepley, Rutan & Coolidge die Balustraden und Stützmauern entwarfen, waren die Olmsted Brothers für die Auswahl der Standorte, notwendige Begradigungen, das Design der Begrenzungen und die Bepflanzungen zuständig. Im Vorfeld der Errichtung des Hauses musste die Kuppe des Hügels vollständig umgestaltet werden, was 1911 abgeschlossen werden konnte.
Heute erstreckt sich die Ostterrasse entlang der gesamten Länge des Hauses und ist über eine Treppe mit einer tiefer gelegenen Plattform verbunden, auf der sich ein Tennisplatz befindet. Später wurde direkt daran angrenzend ein Irrgarten errichtet. Für den Bau der Nordterrassen musste die Kuppe des Hügels abgetragen werden, um ein tieferes Niveau zu erreichen. Dort wurde dann auch die Promenade errichtet, die bis hinunter zum Meer führt.
Der ursprünglich vorwiegend im neoklassizistischen Stil errichtete Vorplatz wurde in Form eines Rechtecks angelegt und verfügte über eine Balustrade aus mit einer Drahtbürste aufgerautem Beton. Er wurde weitgehend mit Gras sowie immergrünen Sträuchern und Bäumen bepflanzt. Im Zuge des Neubaus des Haupthauses wurde der Platz in einen einfachen, ovalen Parkplatz umgewandelt.

### Nebengebäude

#### Garage und Chauffeurs-Unterkunft
Das als Garage sowie zugleich als Chauffeurs-Unterkunft dienende Gebäude wurde von Shepley, Rutan & Coolidge 1910 bis 1912 im Zuge der Errichtung des ursprünglichen Hauses entworfen. Daher entspricht sein Baustil demjenigen des ersten Hauses und weist italienische Ornamente und Stuck auf. Es befindet sich im Westen des Hauptgebäudes entlang der zum Haus führenden Straße. Es wurde teilweise in den Hügel hinein gebaut, jedoch so konzipiert, dass die Garagen direkte Anbindung an die Straße hatten.
Die großen, mit Rundbögen gestalteten Ausfahrten der einzelnen Garagen bilden zusammen eine Arkade mit flankierenden Eingängen, über denen sich runde Fenster befinden. Die seitlichen und rückwärtigen Mauern sind hingegen weit weniger aufwendig gestaltet. Die Baluster sind baugleich zu denen auf den Terrassen. Sowohl die Garagen als auch das Wohngebäude verfügen über ein mit Asphalt gedecktes Flachdach.

#### Haupttor und Pförtnerloge
Das Haupttor wurde gemeinsam mit der Pförtnerloge 1926 von David Adler im Zuge des Neubaus des Hauptgebäudes entworfen. Dadurch wurde dem Grundstück erstmals ein formaler Eingang hinzugefügt. Adler setzte jeweils ein Pförtnerhaus auf beide Seiten der Zufahrtsstraße und verband sie in einem wellenförmigen Muster mit Bruchsteinmauern. Die Gebäude selbst wurden aus Stahlbeton errichtet und mit Ziegelsteinen verkleidet. Das Dach besteht aus grauem Schiefer. Der Baustil entspricht demjenigen des Hauptgebäudes und verfügt über aus dem Stil der englischen Renaissance abgeleitete Zierelemente. Während das westliche Gebäude auch als Wohnunterkunft konzipiert wurde, diente das kleinere östliche Gebäude ausschließlich als Bürogebäude.

#### Brown Cottage
Das Brown Cottage ist das älteste noch stehende Gebäude auf dem Castle Hill und stammt mutmaßlich aus dem 19. Jahrhundert, in dem es von der damaligen Eigentümerfamilie Brown errichtet wurde. Es wurde mehrfach und teilweise stark verändert; zuletzt wurde 1958 ein als „Taverne“ bezeichneter, den Stil des 17. Jahrhunderts imitierender Anbau hinzugefügt. Heute zeigt das Gebäude viele Elemente der Shingle-Architektur, die im Zuge eines umfassenden Umbaus an der Wende vom 19. zum 20. Jahrhundert hinzugefügt wurden. Es ruht auf einem Fundament aus Feldsteinen und ist vollständig mit dunklen Schindeln verkleidet.
Das Besondere ist der ungewöhnliche Grundriss des zweieinhalb Stockwerke hohen Gebäudes, der V-förmig in Richtung Südosten ausgerichtet ist. Das hochgezogene Dach ist mit Dachgauben versehen, die jeweils ein Walmdach aufweisen. Die Gebäudeflügel selbst verfügen über ein unterschiedlich geneigtes Dach: ein Mansarddach auf der West- und ein Walmdach auf der Nordseite. Der Haupteingang befindet sich in der Mitte des Gebäudes und wird auf jeder Seite von einem Fenster flankiert. Diese Dreiteilung wird im Stockwerk darüber durch ein dreiteiliges Fenster reflektiert. Vom Nordflügel aus erstreckt sich ein überdachter Gang zur Taverne.

### Straßensystem
Die heute auf dem Anwesen befindlichen Straßen wurden im 19. und im 20. Jahrhundert angelegt. Zu den ältesten Teilen zählen Abschnitte der ehemals öffentlichen Straße, die von der Chaussee am Brown Cottage vorbei bis zur Castle Hill Farm führte, dort die Richtung wechselte und weiter bis zum Leuchtturm sowie schließlich zum Castle Neck verlief. Zwischen 1884 und 1886 wurde der Verlauf der Straße verändert und die zuvor öffentlich zugängliche Straße zu einem Teil des privaten Wegesystems auf Castle Hill. Auch die Gras- bzw. Schotterstraße vom Brown Cottage bis zum Deich und der Fußweg vom Brown Cottage zum Steep Hill stammen aus dem Anfang bzw. aus der Mitte des 19. Jahrhunderts.
Der Großteil der noch erhaltenen Straßen und Wege auf dem Grundstück wurde von Ernest Bowditch von 1886 bis 1888 angelegt. Bowditch verwendete die bereits vorhandenen Straßen und Wege als Grundlage und erweiterte sie mit einem Netzwerk aus neuen Straßen, die darauf ausgelegt waren, die besten Aussichtspunkte des Anwesens miteinander zu verbinden. In diesem Zuge gab er dem Brown Cottage einen formaler gestalteten Zugang, der im Gegensatz zu den anderen, im englischen Stil gehaltenen Straßen des Castle Hill eher französische Stilelemente aufwies, was insbesondere anhand der Doppelreihe Laubbäume erkennbar ist, die an einem Wendekreis um eine Ulme herum endet. Die den Eingangsbereich flankierenden Steinwälle weichten die Formalität etwas auf und fügten den neu gestalteten Eingangsbereich passend in die Umgebung ein.
Die von Bowditch angelegten Straßen wurden in der Folgezeit nur unwesentlich verändert. So wurde die Hauptstraße zu Beginn des 20. Jahrhunderts in der Nähe des Barockgartens in Richtung Westen verlegt, um Raum für das zu errichtende Garagen- und Chauffeurs-Gebäude zu schaffen. Die Steinwälle wurden zur gleichen Zeit abgetragen und das Material dazu verwendet, die Stützmauer zu errichten, die in der Nähe der Garagen beginnt und zwischen dem Rosengarten und dem italienischen Garten den Hügel hinaufführt. Ebenso wurde die Straße an der Grundstückszufahrt im Verlauf verändert, um die Kurve nördlich des Brown Cottage abzuschwächen. Der ursprüngliche Straßenverlauf ist heute noch anhand der entlang der ehemaligen Straße gepflanzten Silber-Ahorne zu sehen.
Die zum Hauptgebäude führende Straße wurde zwischen 1910 und 1912 angelegt. Die Streckenführung wurde von Shepley, Rutan & Coolidge festgelegt, während die Konzeption der notwendigen Begradigungen und Befestigungen sowie die Bauaufsicht von den Olmsted Brothers durchgeführt wurden. Die über den Deich verlaufende Straße zum Cedar Point stammt aus der Zeit vor 1909. Der Deich wurde zwischen 1846 und 1910 angelegt, um das Cranberry-Moor einzufassen und Fahrzeugen die Zufahrt zur Baustelle des Haupthauses zu ermöglichen, die von der Seeseite angeliefertes Baumaterial transportierten. Nach 1912 wurde der Weg vorwiegend von der Familie Crane benutzt, um den Pier zu erreichen, an dem ihre Yacht angedockt war.
Heute bestehen die Straßen und Wege auf dem Castle Hill aus Asphalt, Schotter und festgestampftem Gras. Sie verbinden alle wichtigen Punkte des Anwesens miteinander und sind aufgrund ihrer historisch bedingt geringen Breite nahezu vollständig als Einbahnstraßen ausgewiesen.

### Landschaftsgestaltung

#### Castle Hill Allée
Die Crane-Familie führte umfassende Veränderungen an der landschaftlichen Gestaltung durch, von denen die zwischen 1913 und 1915 durch Arthur Shurcliff angelegte und zuletzt 2011 restaurierte Promenade, die als Castle Hill Allée bekannt wurde, am besten erhalten ist. Sie kann am besten als 160 ft (48,8 m) breites Rasenband beschrieben werden, das sich von der Nordterrasse des Haupthauses bis hinab zum Ozean erstreckt. Es ist entlang beider Seiten bis zum Middle Hill von norwegischen Fichten und ab dort bis zum Strand von heimischem Wacholder eingefasst.
Das Design der Allée ist praktisch identisch mit der Zypressen-Allee des Boboli-Gartens im italienischen Florenz. Da sich an ihrer Stelle zuvor unregelmäßig verteilte Äcker befanden, mussten im Zuge ihrer Errichtung erhebliche Erdarbeiten durchgeführt werden. Ein einziges Dokument ist darüber in den Archiven noch erhalten, in dem eine Zeichnung die exakt berechneten Begradigungen zeigt.

#### Barockgarten

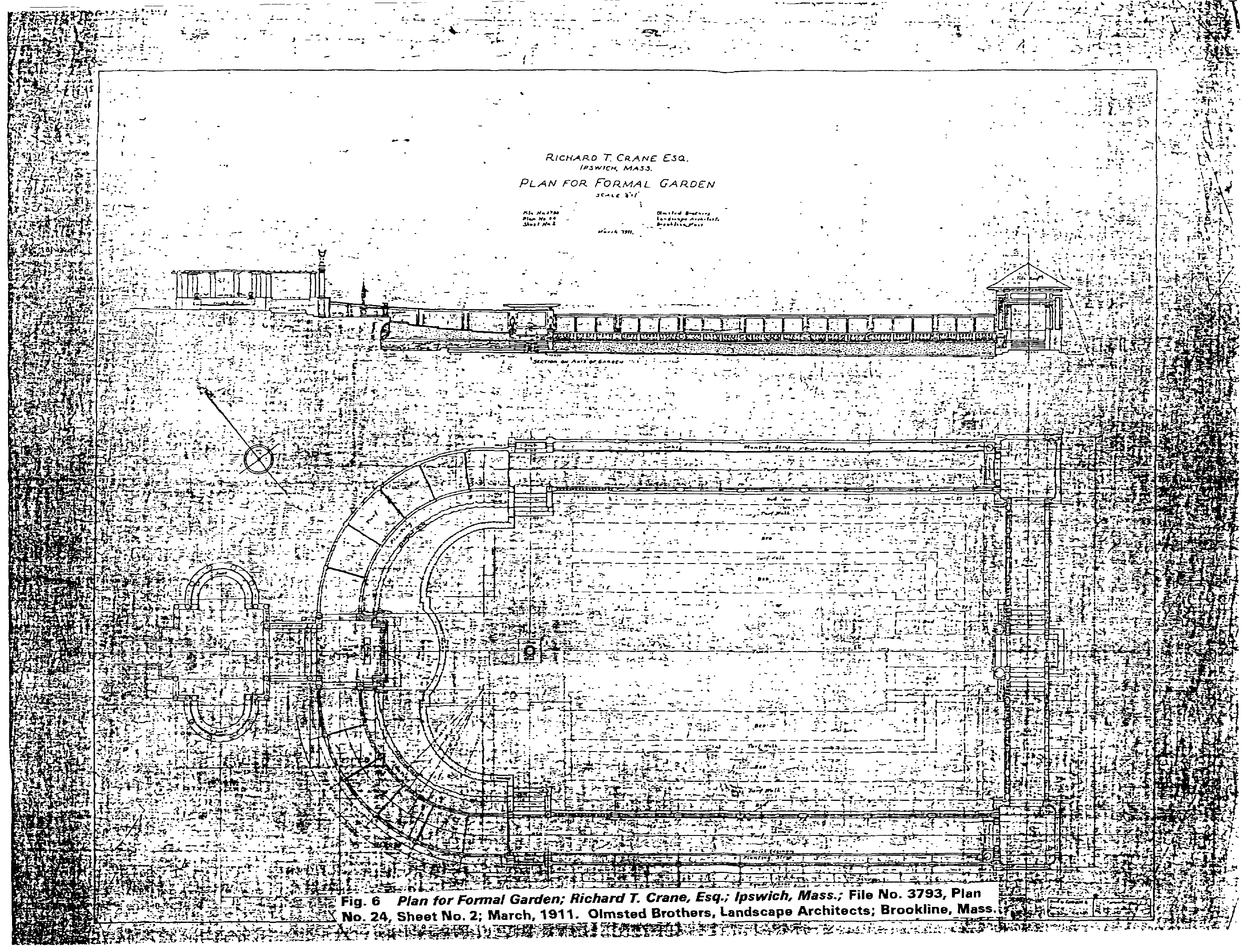
Originalplan der Olmsted Brothers zum Barockgarten

Der Barockgarten war der erste Garten der Crane-Familie und wurde im Gegensatz zu den anderen Gartenanlagen des Castle Hill von den Olmsted Brothers entworfen. Die Baupläne zeigen den Garten als langgezogenes Rechteck mit abgerundeten Ecken, der mit dem östlichen Ende zum Hauptgebäude zeigt. Ein Pfad führt von der Nordterrasse aus über eine Waldlichtung zu einem Balkon, von dem aus man den Garten überblicken kann. Unterhalb davon befinden sich ein Brunnen und ein Teich, die an diesem Ende des Gartens das zentrale Element bilden.
Vom Balkon aus führen zwei geschwungene Rampen hinunter zu den Grasflächen, welche die beiden Längsseiten des Gartens flankieren. Im Zentrum befindet sich ein eingelassener Rasenstreifen und verzierte Blumenbeete. Das westliche Ende dominieren zwei achteckige Teehäuser, die über eine Pergola miteinander verbunden sind, von deren Mitte aus ein Blick auf das Meer möglich ist. Die Terrassen, Pergolas, Statuen und Brunnen im Garten basieren auf italienischen Vorbildern, die einjährigen und mehrjährigen Pflanzen sowie die Farbwahl der Pflanzbeete entsprechen jedoch eher dem Stil eines englischen Gartens.

#### Rosengarten und Irrgarten

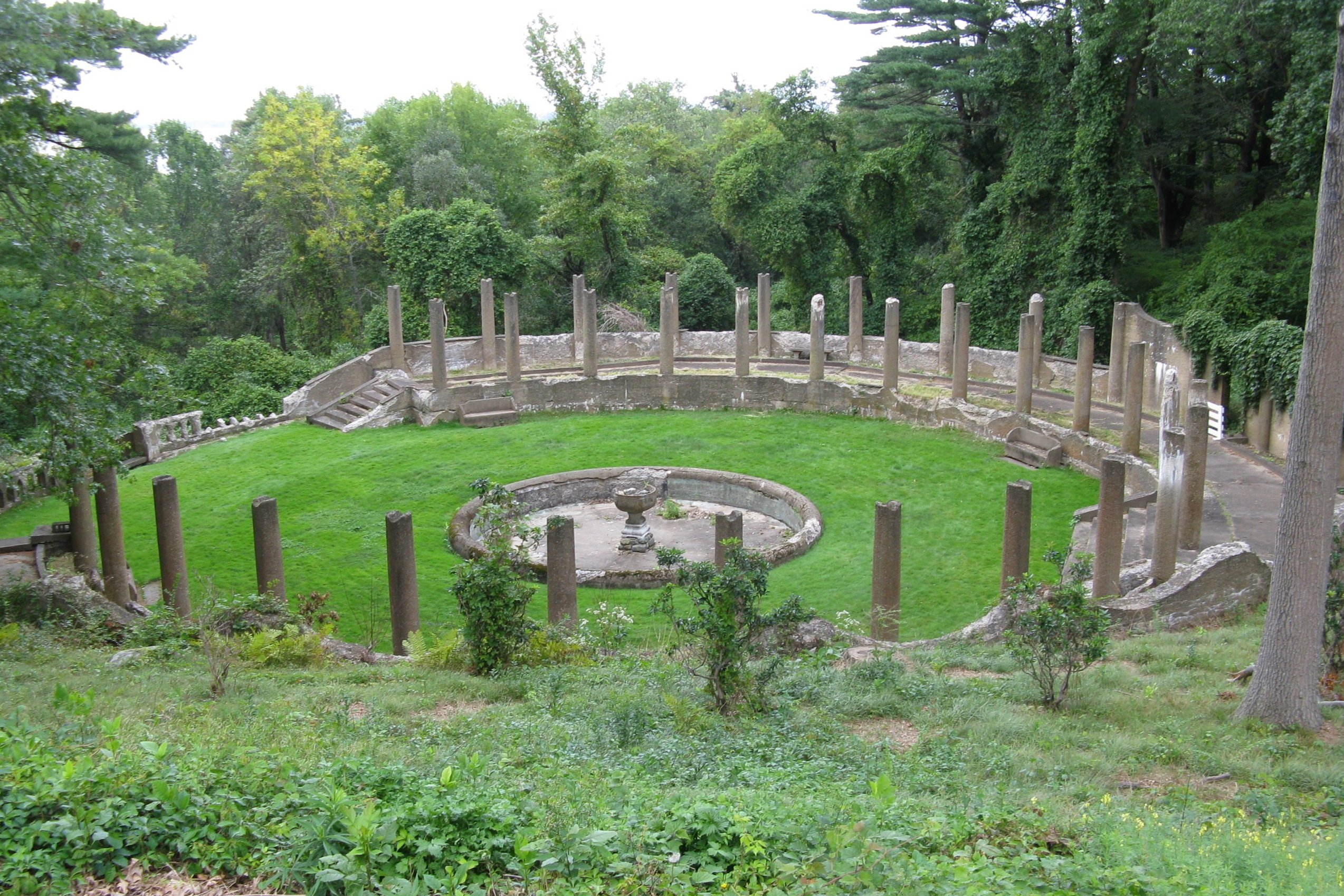
Die Überreste des Rosengartens

Der formale Rosengarten wurde von Arthur Shurcliff in Zusammenarbeit mit Harriett Foote entworfen und 1914 fertiggestellt. Der Garten war kreisrund angelegt und wurde auf drei Seiten von einem Fußweg eingerahmt, der mit einer Pergola überdacht war. Auf der Ostseite befand sich eine Öffnung, durch welche die Ipswich Bay in der Nähe der Mündung des Ipswich River zu sehen war. Der Garten selbst bestand aus vier halbkreisförmigen, durch Grasflächen getrennten Rosenbeeten, die das aus einem weiteren Rosenbeet, einem Teich und einem Brunnen bestehende Zentrum einfassten. Die Pergola bestand außen aus Beton und war mit Stuckarbeiten verziert, während entlang der Innenseite mit Stuck verzierte Betonsäulen ein rustikales und offenes Holzdach trugen, das mit Kletterrosen und anderen Kletterpflanzen bedeckt war. Obwohl erhaltene Fotografien das Aussehen des Gartens zeigen, wurden bisher keinerlei Baupläne dazu gefunden. Arthur Shurcliff nutzte seine hier gemachten Erfahrungen, um 1928 einen weiteren Rosengarten im Franklin Park anzulegen. Heute sind lediglich die aus Beton bestehenden Teile des Gartens erhalten, so dass er vom Hauptweg aus als rustikale Ruine erscheint. Der Hauptgrund für den Verfall lag in dem extrem hohen Pflegeaufwand für seine Bepflanzungen, der nicht lange aufrechterhalten werden konnte.
Die ersten Pläne für den Irrgarten stammen aus dem Jahr 1911. Die Olmsted Brothers empfahlen einen Platz nordöstlich des Haupthauses neben dem Tennisplatz als Standort und gestalteten das Labyrinth nach dem Vorbild des Irrgartens von Cornelia Warren in Waltham, der wiederum eine Kopie des Irrgartens am Hampton Court Palace in England war. 1920 wurde er schließlich mit Hecken aus Lebensbäumen und Schotterwegen angelegt, jedoch erforderte er ähnlich wie der Rosengarten einen nicht leistbaren Pflegeaufwand, so dass er später (das genaue Datum ist nicht bekannt) wieder abgerissen wurde.

### Erholung und Unterhaltung

#### Casino-Gruppe

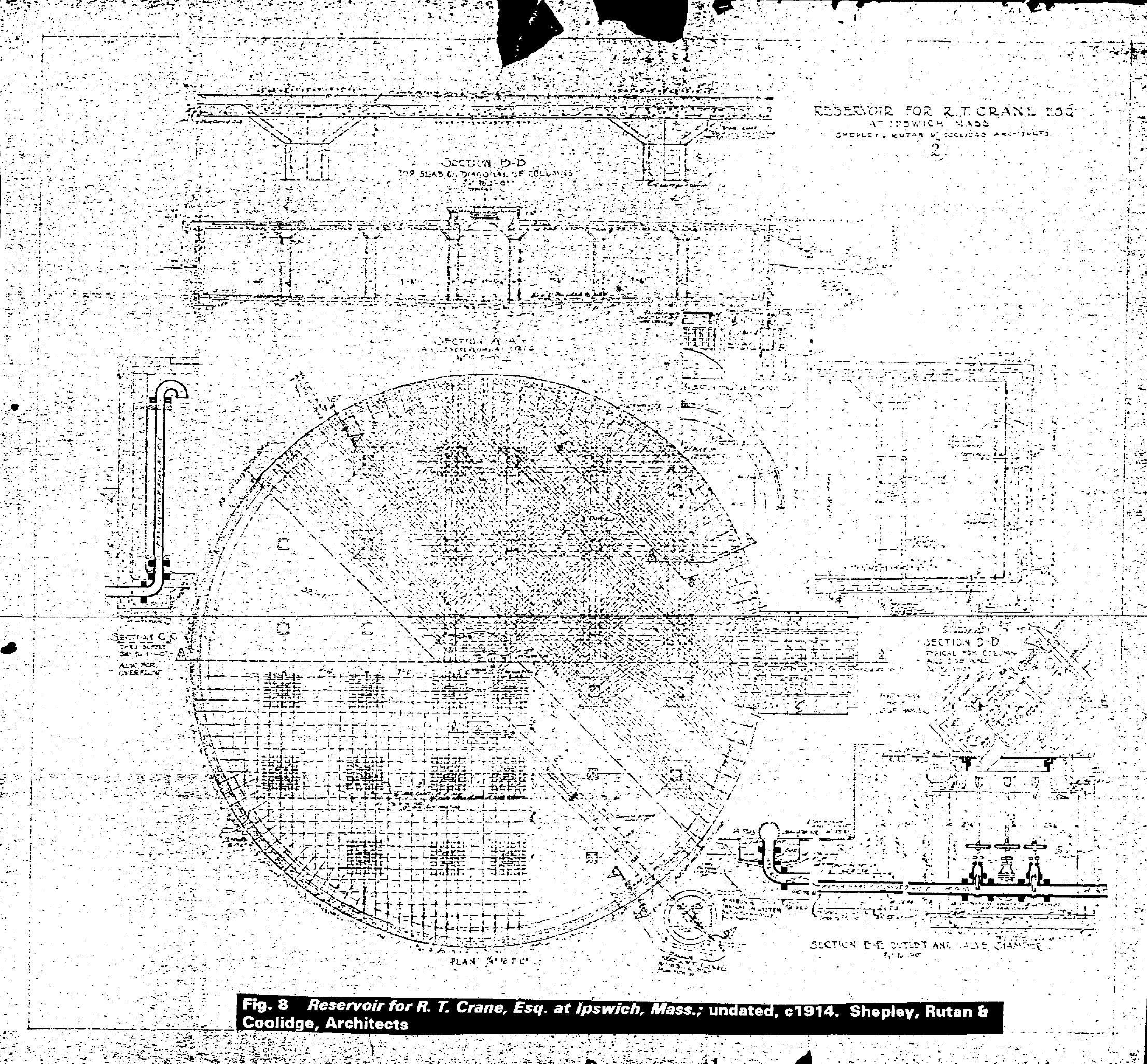
Planzeichnung des künstlichen Stausees, ca. 1914

Als Casino-Gruppe wird ein ab 1914 von Shepley, Rutan & Coolidge entworfener Bereich bezeichnet, der sich etwa auf einem Drittel des Weges die Allée hinunter in Richtung Steep Hill Beach befindet und ausschließlich zu Unterhaltungs- und Vergnügungszwecken angelegt wurde. Obwohl die Anlage in unmittelbarer Nähe des Haupthauses liegt, ist sie aufgrund der landschaftlichen Gestaltung von dort aus kaum zu erkennen. Das zentrale Element bildet eine Rasenfläche an der Stelle, wo sich einst ein Salzwasser-Schwimmbecken befand. Sie wird auf drei Seiten von Gebäuden umrahmt, die mit Details aus Kunststeinen dekoriert sind. Die hier verwendeten Materialien und Designelemente sind einfachere Versionen ihrer Entsprechungen an den Terrassen, den Balustern und den Wänden der ursprünglichen italienischen Villa.
Auf der Südseite befindet sich eine Stützmauer aus Beton, auf der eine Balustrade aus Kunststein ruht, die eine Loggia einfasst. Auf beiden Seiten der Loggia führen Treppen vom Niveau der Allée tiefer hinunter zum ehemaligen Schwimmbecken. An den beiden Enden befinden sich zwei baugleiche Gebäude, von denen das westliche als Ballsaal oder auch Billardzimmer genutzt wurde und das östliche als Junggesellen-Unterkunft diente. Beide Gebäude bestehen aus Stahlbeton und weisen ein asphaltiertes Dach auf. Die ursprünglichen Balustraden aus Kunststein fehlen jedoch.
Die Fassaden verfügen jeweils über drei Öffnungen mit Rundbögen, wobei die mittige Öffnung durch beidseitig platzierte Pilaster hervorgehoben wird, auf deren oberen Ende Halbfiguren ruhen, die wiederum die über ihnen befindliche Brüstung tragen. Auf dem Ballsaal stehen Urnen auf der Brüstung, auf derjenigen der Junggesellen-Unterkunft stehen Zinnen. Der Ballsaal besteht nur aus einem einzigen großen Raum mit holzvertäfelter Decke und einer Feuerstelle, während die Junggesellen-Unterkunft über eine zentral gelegene Halle verfügt, an die auf beiden Seiten jeweils zwei Schlaf- und ein Badezimmer angeschlossen sind.
Zur Casino-Gruppe gehört auch ein kleiner Stausee mit identischem Design, der sich oberhalb des Haupthauses im Südwesten des Hügels befindet.

#### Tennisplatz
Der im Oktober 1911 errichtete Tennisplatz war als Rasenplatz ausgeführt und befindet sich auch heute noch auf der Ostseite des Hauptgebäudes. Während die Stützmauern von Shepley, Rutan & Coolidge entworfen wurden, gaben die Olmsted Brothers gemeinsam mit Tom Pettitt, der die Boston Athletic Association vertrat, wichtige Hinweise zur Auslegung und Konstruktion der Anlage selbst. Als Rasenplätze aus der Mode kamen, wurde ein neuer Tennisplatz mit einem Boden aus Ton unterhalb des Casinos und westlich der Allée errichtet. Der ehemalige Rasenplatz wurde in der Folgezeit als „Bowling Green“ bekannt.

### Landwirtschaftliche Einrichtungen
Die Landwirtschaftsgebäude bilden die größte Gruppe auf dem Anwesen. Sie befinden sich am Fuß des Hügels südlich des Haupthauses und westlich des Brown Cottage. Einige Gebäude sind noch im Original erhalten, jedoch wurden die meisten landwirtschaftlichen Einrichtungen im Zuge des Neubaus des Haupthauses und der damit verbundenen Änderung der Nutzung des Grundstücks abgerissen und durch Neubauten ersetzt. Die Gebäude bestehen aus Beton und sind mit Gipsputz versehen. Ursprünglich waren alle Dächer mit Kacheln aus grünem Terrakotta gedeckt, um der Gebäudegruppe ein einheitliches Erscheinungsbild zu geben. Neben Terrakotta wurden auch Gussbeton und Betonblöcke verwendet, da diese Materialien stabil, feuerfest und leicht zu reinigen sind. Die wichtigen Gebäude des Komplexes wurden von Shepley, Rutan & Coolidge mit Beratung durch Edward Burnett entworfen. Burnett hatte zuvor bereits Erfahrungen bei Alfred Hopkins gesammelt, der mit Planning for Sunshine and Fresh Air und Modern Farm Buildings zwei Bücher über das Design von Bauernhöfen geschrieben hatte. Heute werden die Gebäude vorwiegend von den Trustees of Reservations als Lagerräume genutzt.

#### Scheunen und Ställe

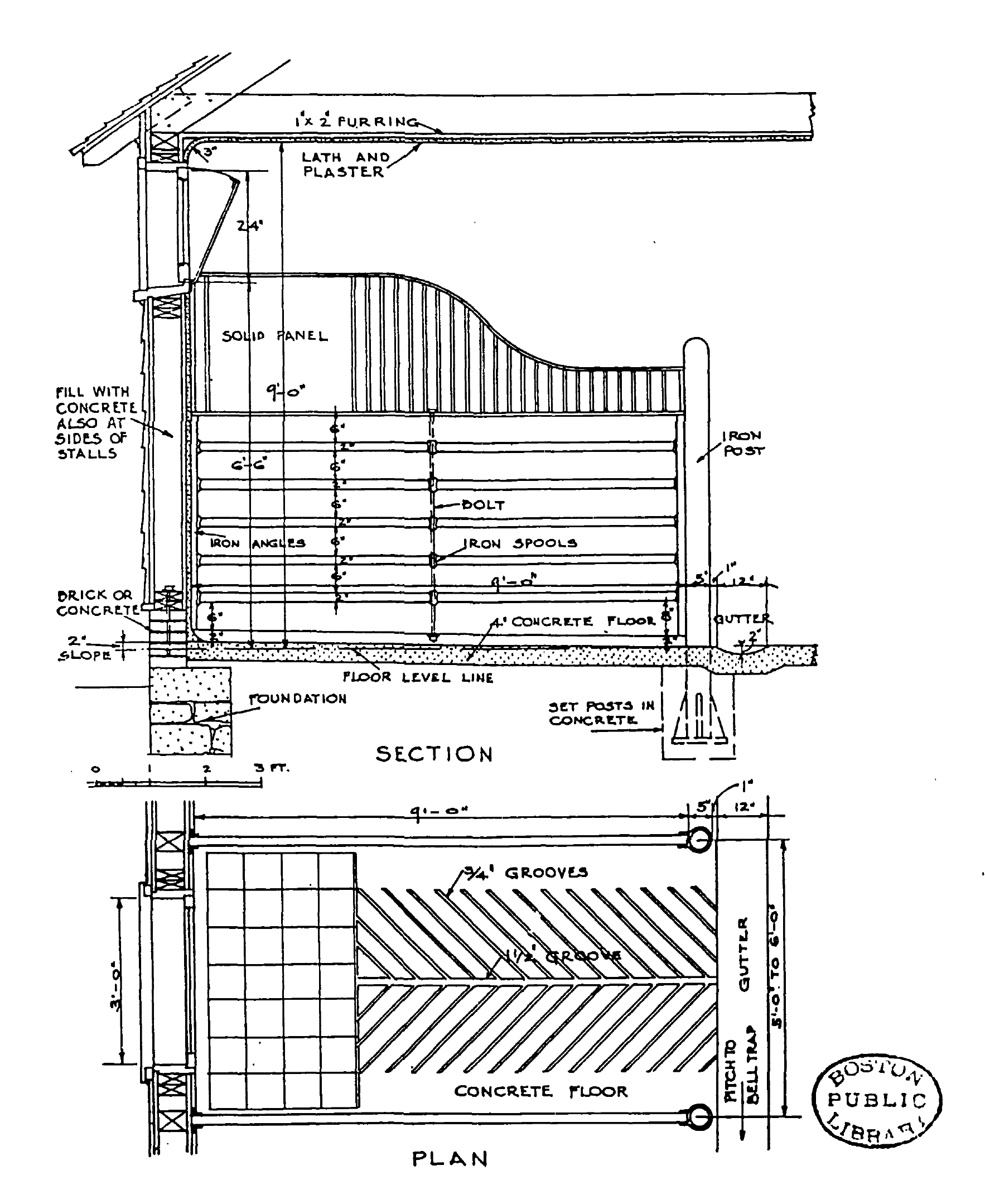
Detailzeichnung eines Stalls auf dem Castle Hill von Arthur Hopkins, 1913

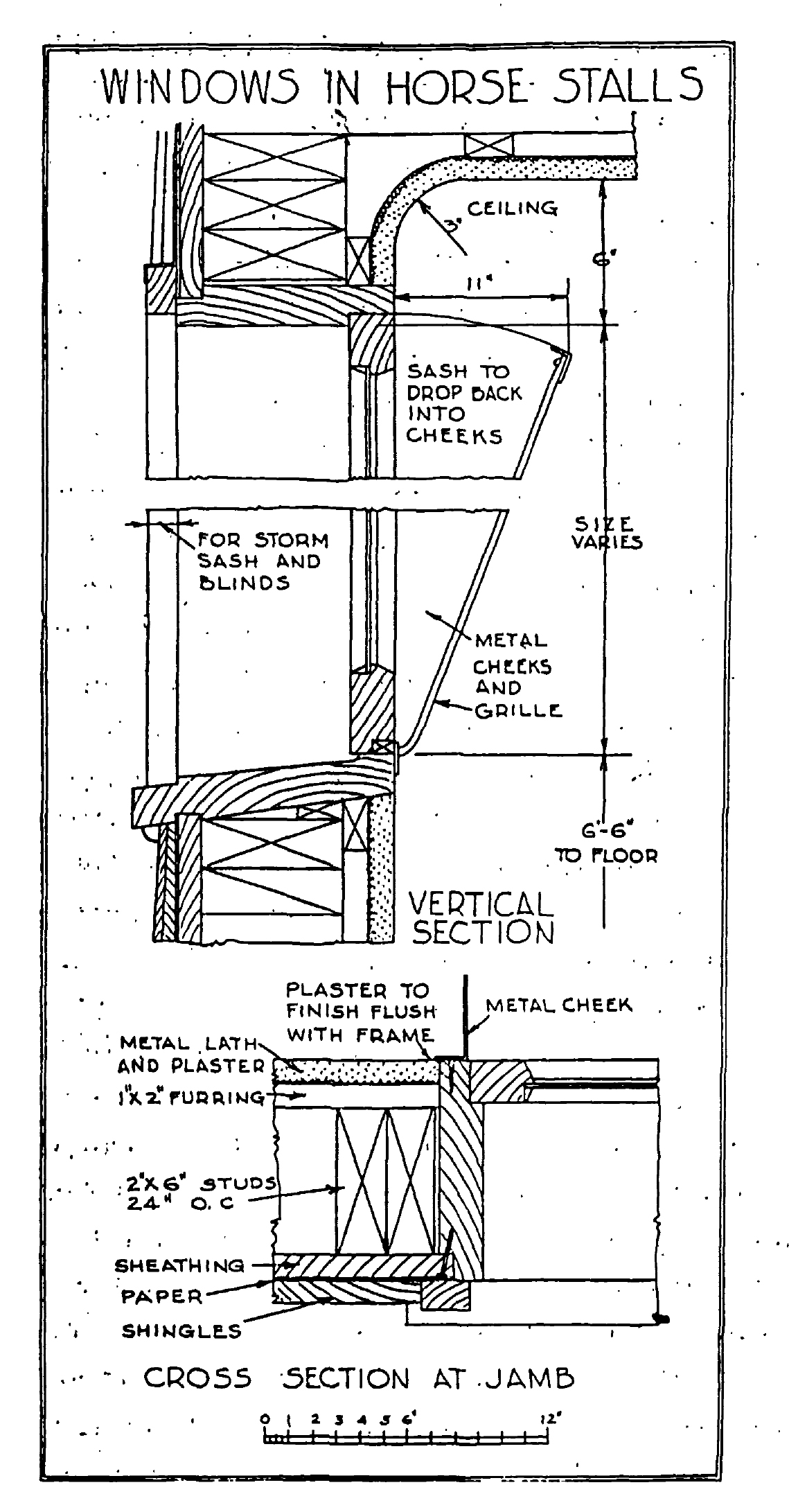
Zeichnung der Fensteröffnungen der Pferdeställe von Arthur Hopkins, 1913

Die Scheunen und Ställe stellen den größten Teil des Komplexes dar. Sie sind untereinander verbunden und liegen am untersten Ende des Hügels westlich des Hauptwegs. Die Anlage besteht aus einem langgezogenen Hauptblock mit drei Gebäudeflügeln, die zwei Innenhöfe einfassen. Im westlichen Teil des Hauptblocks befindet sich ein großes Lager für Heu, im Ostteil ist ein kleinerer Abschnitt mit Werkstätten angesiedelt. In jüngerer Vergangenheit wurden moderne Toilettenräume nachgerüstet, um der heutigen Nutzung dieses Gebäudes als Konzerthalle gerecht zu werden.
Vier kleinere Gebäude bilden drei Flügel, die sich im rechten Winkel vom Hauptblock aus erstrecken. Im Westflügel befinden sich der Viehstall, eine Molkerei und ein Silo. Der Kuhstall war auf etwa 12 Milchkühe ausgelegt und ist mit der Molkerei baulich verbunden, die selbst als kleines quadratisches Gebäude ausgelegt und innen mit Fliesen ausgekleidet ist. Ein weiterer Stallbereich ist massiver gebaut und war offenbar für Bullen und Kälber konzipiert.
Im zentralen Flügel befand sich ein Pferdestall, der gemeinsam mit dem westlichen Viehstall einen gemeinsamen Hof umrahmt, der mit einer Betonmauer abgeschlossen wird. Darunter war einst ein unterirdischer Jauchetank installiert. Ein zweiter, größerer und offener Hof wird vom Pferdestall im mittleren Flügel mit den Pferdeboxen im Ostflügel gebildet. Das Design der Einrichtungen für Pferde ist typisch für Burnett und auf maximale Sauberkeit sowie größtmöglichen Komfort für die Tiere ausgelegt.

#### Tiefkühl- und Generatorhaus
Südlich der Ställe steht neben einer aus Beton gegossenen Jauchegrube ein kleines Gebäude, das höchstwahrscheinlich bereits zu Zeiten der Brown-Familie genutzt und im Zuge der Umgestaltung des Anwesens an seinen neuen Platz umgesetzt wurde. Ursprünglich wurde es als Tiefkühllager genutzt und diente später als Düngerlager.
Im Westen der Stallungen befindet sich das Generatorhaus, das aus zwei Teilen besteht. Der ältere östliche Teil des Gebäudes ist einstöckig und verfügt über ein Walmdach. Zu jedem Raum im Inneren gibt es einen separaten Zugang, da die Batterien und der Generator baulich voneinander getrennt sind. Später wurde das Gebäude in Richtung Westen erweitert.

#### Gemüsegarten
Entlang einer Straße hinter den Scheunen erstrecken sich ost-westlicher Richtung die Nutzgärten und Gewächshäuser. 1917 war der große Gemüsegarten lediglich von einer aus unterschiedlich großen Feldsteinen zusammengesetzten Mauer umgeben, deren oberen Abschluss eine Betonschicht bildete. 1919 fügte Arthur Shurcliff die zentrale Pergola auf der Nordmauer sowie an jedem Ende achteckige, aus Stein errichtete Türme hinzu. Während die beiden Stockwerke des westlichen Turms über eine Innentreppe miteinander verbunden sind, gelangt man in das obere Stockwerk des Ostturms ausschließlich über eine externe Steinbrücke. Der Garten selbst wurde durch Wege systematisch aufgeteilt. Von den ehemaligen Anpflanzungen sind heute lediglich einige altersschwache Pflaumenbäume erhalten. Nach 1949 wurde der Gemüsegarten mit Rosen sowie weiteren Zierpflanzen bepflanzt. Ebenfalls hinzugefügt wurden mit blauen Steinen gepflasterte Wege sowie einige der Eisentore.
Das Haus des Gärtners ist eineinhalb Stockwerke hoch und verfügt über ein Walmdach. Dachgauben mit Sheddach leiten Licht in das obere Stockwerk und vergrößern das Platzangebot.

#### Molkerei, Kühl- und Gewächshaus
Hinter dem Gärtnerhaus befinden sich die alte Molkerei, ein Kühlhaus, ein Gewächshaus und Frühbeete. Die alte Molkerei wurde aus dem ursprünglichen Landwirtschaftsbetrieb am Castle Hill übernommen und dient heute den Gärtnern ebenso wie das ehemalige Kühlhaus als Arbeitsgebäude.

## Historische Einordnung und Bedeutung von Castle Hill
Der im englischsprachigen Raum gebräuchliche Ausdruck country house beschrieb zu ihrer Blütezeit ein breites Spektrum von Anwesen, deren Abmessungen von einigen wenigen Hektar bis hin zu mehreren Quadratkilometern reichten. Einige verfügten als Nebengebäude nur über eine Garage, andere betrieben umfassend Landwirtschaft mit dutzenden weiteren Gebäuden auf dem Grundstück. Auch die Hauptgebäude unterschieden sich sehr stark sowohl in ihrem äußeren Erscheinungsbild als auch im Hinblick auf die Zahl ihrer Zimmer; einige besaßen gut zehn, andere mehr als einhundert. Mit einer ursprünglichen Landfläche von über 8 km² und seiner Vielzahl an Nebengebäuden gehört Castle Hill zu den ambitionierteren Projekten.
Die Landhäuser dieser Epoche waren in der Regel stark auf ihren Eigentümer zugeschnitten und an die jeweiligen Umgebungsbedingungen angepasst. Ihre Eigner waren regelmäßig reiche Kapitalisten und Firmeninhaber, die das Land vorwiegend für Erholungs- und Vergnügungszwecke kauften und zugleich ihren Reichtum zur Schau stellen wollten. Geografisch konzentrierten sich die Grundstücke um die großen Industriezentren und Ballungsräume wie New York, Boston, Philadelphia, Pittsburgh, Cleveland, Chicago, Detroit und Akron. Eine besonders hohe Zahl an Landhäusern wurde auf Long Island errichtet.
Die Anwesen sollten die Freizeit ihrer Eigentümer möglichst komfortabel gestalten und verfügten daher üblicherweise über verschiedene Gebäude. Das Hauptgebäude wurde aus edlen und teuren Materialien errichtet, reichlich verziert und mit Zufahrtstoren und Dienstgebäuden in eine formell gestaltete Landschaft integriert. Dabei wurden die modernsten zur Verfügung stehenden Techniken und Materialien verwendet und architektonische Vorbilder als Vorlagen verwendet, die an den jeweiligen Geschmack des Eigners sowie die aktuelle Mode angepasst wurden. Ebenfalls gehörten Sportanlagen wie Tennisplätze und Reitwege, aber auch Yachthäfen und Casinos zur gebräuchlichen Ausstattung. Zur weiteren Ausgestaltung des Landlebens wurde vielfach Landwirtschaft betrieben, die jedoch – anders als etwa in England oder Frankreich – nicht notwendigerweise darauf ausgerichtet war, Gewinne zu erwirtschaften. Auch die Anwesen selbst wurden nur unregelmäßig genutzt und vorwiegend als Ausstellungsobjekte errichtet, auf die man bei Bedarf stolz verweisen konnte.
Nur wenige andere Anwesen in den Vereinigten Staaten sind größer, prunkvoller ausgestattet und verfügen über mehr Nebengebäude als Castle Hill. Dazu gehören das Biltmore Estate der Familie Vanderbilt, das Haus der Familie Rockefeller in Kykuit und das Winterthur Museum and Country Estate in Winterthur (Delaware).

## Schutzgebiet der Trustees of Reservations
Die ersten Teile des heutigen Schutzgebiets Castle Hill on the Crane Estate wurden 1949 von der Witwe von Richard T. Crane, Jr. an die Trustees of Reservations vererbt. Weitere Schenkungen folgten in den 1980er Jahren. Der Eintritt zum Anwesen ist für Mitglieder der Trustees grundsätzlich sowie für Einwohner von Ipswich wochentags frei und ansonsten kostenpflichtig. Es werden geführte Rundgänge angeboten. Insgesamt verfügt das Schutzgebiet über mehr als 4 mi (6,4 km) Wanderwege und Straßen, die ein Bestandteil des Bay Circuit Trail sind.

## In der Popkultur
Im Film Die Hexen von Eastwick (1987) spielen einige Szenen auf dem Castle Hill, der den Wohnsitz des von Jack Nicholson verkörperten exzentrischen Millionärs Daryl van Horne darstellt.
So gut wie alle Szenen des Films Blumen der Nacht (1987) wurden auf dem Castle Hill gedreht.
Teile des Films Der Womanizer – Die Nacht der Ex-Freundinnen (2009) wurden innerhalb und außerhalb des Haupthauses gedreht. Dazu wurden etliche Filmkulissen aufgebaut, die jedoch nach den Dreharbeiten wieder demontiert wurden.